# Confine tra Etiopia e Kenya
Il confine tra l'Etiopia e il Kenya è la linea di demarcazione che separa la parte meridionale dell'Etiopia dalla parte settentrionale del Kenya. Si estende per 867 km e parte dal triplice confine conteso con il Sudan del Sud a ovest, fino alle rive dell'Oceano Indiano a est. 

## Descrizione
Il confine segue generalmente un tracciato orientato da ovest a est. Parte dal triplice confine con il Sudan del Sud, ma tale posizione è controversa a causa delle rivendicazioni territoriali del Kenya e del Sudan del Sud in un'area denominata Triangolo di Ilemi, che de facto è sotto il controllo dello stato keniota.
Il tracciato attraversa l'estremo nord-est del lago Turkana, a nord del deserto del Chalbi e prosegue per segmenti retti attraversando il Monte Furroli. A est il confine assume una forma più irregolare e attraversa la città di Moyale, divisa tra i due stati. Il confine termina infine a est tra le città di Mandera (Kenya) e Beled Haawo (Somalia), al triplice confine tra Etiopia, Kenya e Somalia (coordinate geografiche 3° 59′ 00″ N, 41° 54′ 00″ E).

## Storia

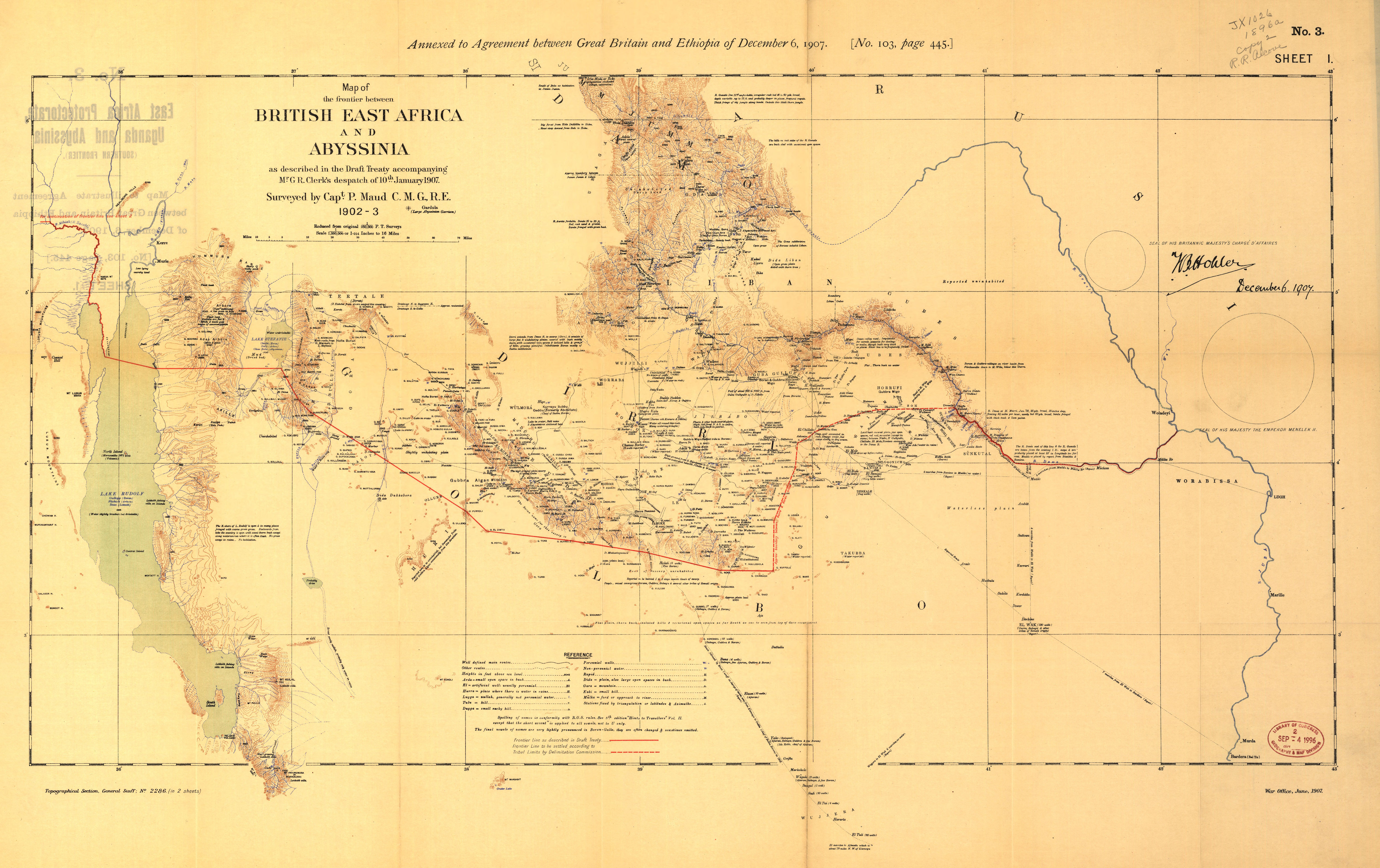
Mappa della frontiera tra l'Africa orientale britannica e l'Abissinia nel 1902-3.

L'Impero etiope (chiamato anche Abissinia) gareggiava alla fine del XIX secolo con le potenze coloniali europee che desideravano espandersi nei territori del Corno d'Africa. I confini territoriali dell'Etiopia risalgono a partire dagli anni 1880, quando l'imperatore etiope Menelik II ingrandì il regno incorporando vari territori occidentali. Le aree corrispondenti grossomodo all'attuale Kenya, divennero un possedimento britannico intorno agli anni 1880, e formarono l'Africa orientale britannica. La provincia orientale del protettorato dell'Uganda venne trasferita al protettorato dell'Africa orientale nel 1902.
L'attuale confine risulta principalmente dal trattato anglo-etiope del 6 dicembre 1907 che delimitò il confine tra il protettorato dell'Africa orientale, l'Uganda e l'Impero dell'Etiopia. Il confine venne delineato partendo dalla confluenza dei fiumi Daua e Ganale-Doria fino a un punto a nord-ovest del lago Turkana. Nel giugno 1920, il Protettorato dell'Africa orientale fu riorganizzato. L'entroterra venne denominato come colonia del Kenya e la fascia costiera, affittata dal Sultano di Zanzibar, divenne il protettorato del Kenya. Nel 1925 l'Oltregiuba, territorio keniota immediatamente ad ovest del Giuba, venne ceduto dal Regno Unito al Regno d'Italia e l'anno successivo venne incorporato alla Somalia italiana. Di conseguenza il triplice confine Etiopia-Kenya-Somalia italiana venne spostato dalla confluenza dei due fiumi a un punto a monte del Daua.
Un accordo anglo-etiope del 1947 conteneva una proposta per una nuova delimitazione di gran parte del confine. La commissione incaricata completò il suo lavoro di demarcazione dal 1951 al 1955, ma il governo etiope si rifiutò di ratificare l'accordo. Dal 1963, anno dell'indipendenza del Kenya, il confine divenne internazionale tra due stati sovrani. Un primo accordo etiope-keniota risale al 1963 ma la delimitazione del confine attuale risulta da un accordo etiope-keniota sottoscritto il 9 giugno 1970 che apportò alcuni aggiustamenti e allineamenti al confine.